# Marathon van Londen 2001
De Londen Marathon 2001 werd gelopen op zondag 22 april 2001. Het was de 21e editie van deze marathon.
De Marokkaan Abdelkader El Mouaziz was de sterkste bij de mannen en finishte in 2:07.11. De Ethiopische Derartu Tulu won bij de vrouwen in 2:23.57.

## Uitslagen

### Mannen
| rang   | naam                  | land | tijd    |
| ------ | --------------------- | ---- | ------- |
| Goud   | Abdelkader El Mouaziz | MAR  | 2:07.11 |
| Zilver | Paul Tergat           | KEN  | 2:08.15 |
| Brons  | António Pinto         | POR  | 2:09.36 |
| 4      | Tesfaye Jifar         | ETH  | 2:09.45 |
| 5      | Japhet Kosgei         | KEN  | 2:10.45 |
| 6      | Mark Steinle          | ENG  | 2:10.46 |
| 7      | Takayuki Inubushi     | JPN  | 2:11.42 |
| 8      | Abel Antón            | ESP  | 2:11.57 |
| 9      | Hendrick Ramaala      | RSA  | 2:12.02 |
| 10     | Gert Thys             | RSA  | 2:12.11 |

### Vrouwen
| rang   | naam                | land | tijd    |
| ------ | ------------------- | ---- | ------- |
| Goud   | Derartu Tulu        | ETH  | 2:23.57 |
| Zilver | Svetlana Zacharova  | RUS  | 2:24.04 |
| Brons  | Joyce Chepchumba    | KEN  | 2:24.12 |
| 4      | Lidia Şimon         | ROU  | 2:24.15 |
| 5      | Elfenesh Alemu      | ETH  | 2:24.29 |
| 6      | Nuţa Olaru          | ROU  | 2:25.18 |
| 7      | Alina Ivanova       | RUS  | 2:25.34 |
| 8      | Tegla Loroupe       | KEN  | 2:26.10 |
| 9      | Adriana Fernandez   | MEX  | 2:26.22 |
| 10     | Madina Biktagirova  | RUS  | 2:27.14 |
| 11     | Marleen Renders     | BEL  | 2:28.31 |
| 12     | Harumi Hiroyama     | JPN  | 2:29.01 |
| 13     | Lidiya Vasilevskaya | RUS  | 2:31.36 |
| 14     | Irina Bogacheva     | KGZ  | 2:32.28 |

1981 ·
1982 ·
1983 ·
1984 ·
1985 ·
1986 ·
1987 ·
1988 ·
1989 ·
1990 ·
1991 ·
1992 ·
1993 ·
1994 ·
1995 ·
1996 ·
1997 ·
1998 ·
1999 ·
2000 ·
2001 ·
2002 ·
2003 ·
2004 ·
2005 ·
2006 ·
2007 ·
2008 ·
2009 ·
2010 ·
2011 ·
2012 ·
2013 ·
2014 ·
2015 ·
2016 ·
2017